# جوزف سی. اوماهونی
جوزف سی. اوماهونی (به انگلیسی: Joseph C. O'Mahoney) سناتور سابق عضو حزب دموکرات ایالات متحده آمریکا بود. وی در سال ۱۹۳۴ تا ۱۹۵۳ و ۱۹۵۴ تا ۱۹۶۱ میلادی سناتور ایالت وایومینگ در سنای ایالات متحده آمریکا بود.